# Presència
Presència fou un setmanari en català, suplement de diversos diaris dels Països Catalans. L'últim número es publicà el maig del 2018, a causa d'una reorganització de la redacció d'El Punt Avui, que el substituí pel setmanari La República.
Fundat a Girona el 10 d'abril de 1965 per Manuel Bonmatí i Romaguera, d'antuvi es publicava en castellà. Carmen Alcalde va substituir Manuel Bonmatí poc després, i el 1968 fou substituïda per Narcís-Jordi Aragó i Masó, qui l'edità tot en català. Uns dels col·laboradors de la primera hora van ser Just Manuel Casero i Madrid, Pius Pujades –ulteriors fundadors d'El Punt Diari–, Jordi Soler, Modest Prats, Joan Ribas i Enric Marquès. Sota la dictadura franquista el diari patí una sèrie de sancions i fou suspès des del 1971 fins al 1974.
El 1978 fou novament mensual, i fou dirigit del 1979 al 1982 per Pere Madrenys i Caballé. Des del 1982 esdevingué un suplement setmanal d'El Punt i d'altres revistes comarcals, per la qual cosa arribà el 1995 a un tiratge de 60.000 exemplars. Des de l'estiu del 2001, és la revista setmanal en català amb més difusió, amb uns 120.000 exemplars de mitjana.
Presència es convertí en un suplement de cap de setmana que es distribuïa amb vuit diaris de l'àmbit lingüístic català: Diari d'Andorra, Diari de Balears, El Punt Avui, Regió 7, El 3 de Vuit, Segre, El 9 Nou, Última Hora Menorca i Diari de Sant Cugat. Es convertí en la publicació catalana més llegida, dins del grup Hermes.
Posava especial èmfasi en la realitat dels Països Catalans, i els darrers anys tenien un especial èxit els pòsters didàctics sobre flora i fauna autòctones que publicava. Cada setmana presentava un dossier d'un mínim de sis pàgines, on aprofundia temes d'actualitat des d'una òptica particular. La revista es complementava amb intervius amb personatges de relleu, reportatges, seccions fixes com les de llibres, música, la xarxa (sobre temes d'internet) i amb una àmplia agenda de propostes amb activitats, festes, exposicions, etcètera.

## Premis
- 2006 I premi ACPC - Premsa comarcal per al reportatge «La llengua de l'avi» d'Anna Aguilar i Pujol[6]
- 2007 II premi ACPC - Premsa comarcal pel reportatge «L'Escola del Segle XXI» d'Anna Aguilar[7]